# Joseph Morgan

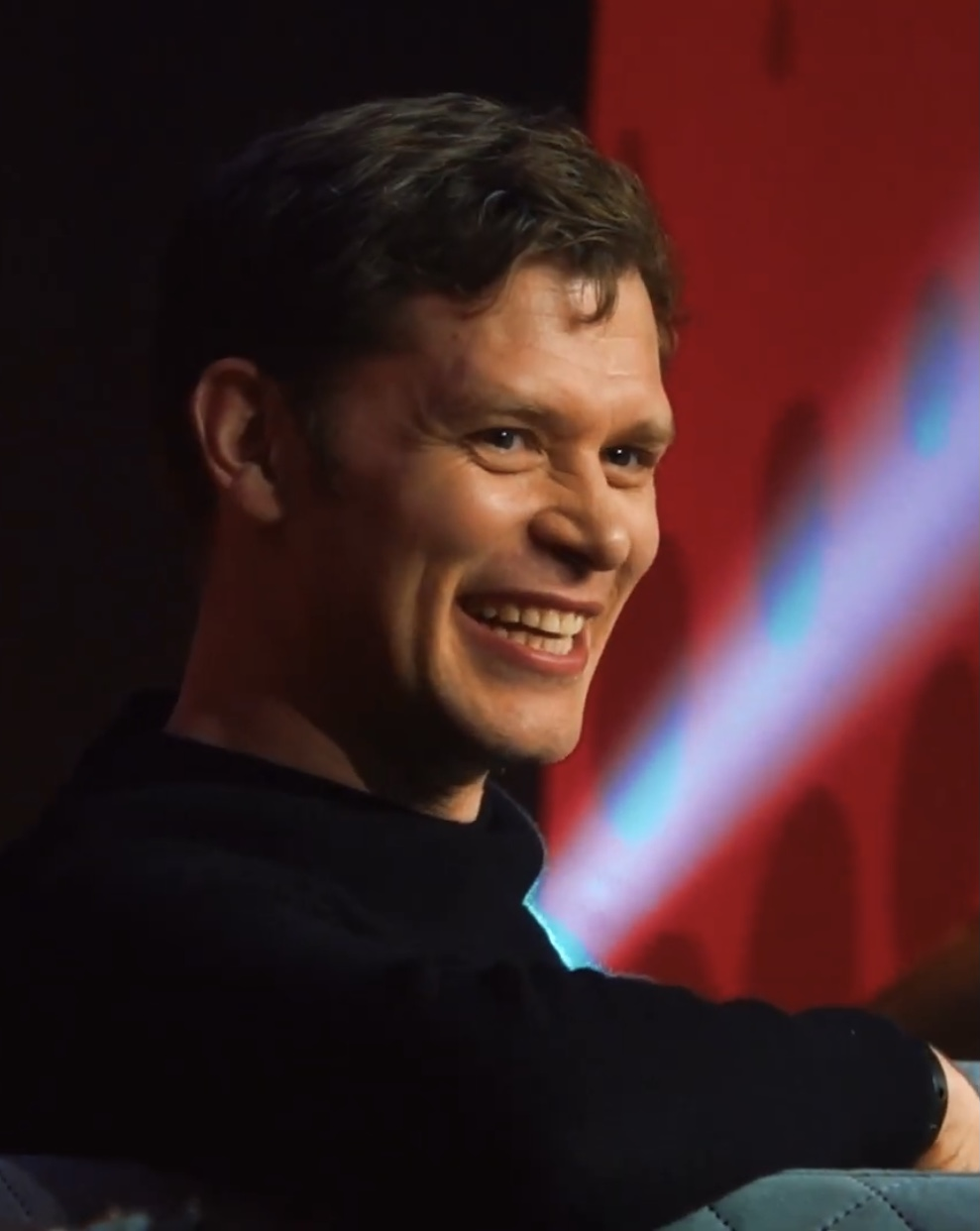
Joseph Morgan (2022)

Joseph Morgan (* 16. Mai 1981 in London, England als Joseph Martin) ist ein britischer Film- und Fernsehschauspieler.

## Leben
Joseph Morgan wurde in London geboren, aber er lebte elf Jahre in Swansea, Wales.
Nachdem er an der Morriston Comprehensive School seinen Abschluss gemacht hatte, zog er nach London, wo er die Central School of Speech and Drama besuchte, um dort die Schauspielerei zu erlernen.
Seine schauspielerische Laufbahn vor der Kamera begann 2003, als er in zwei Fernsehproduktionen mitspielte. Noch im selben Jahr erhielt er eine Rolle in dem oscarprämierten Film Master & Commander – Bis ans Ende der Welt. Für die Verfilmung des Lebens Alexanders des Großen schlüpfte Morgan in die Rolle des Philotas. In den folgenden Jahren war er hauptsächlich in Fernsehserien zu sehen, wie etwa von 2008 bis 2009 in Casualty. 2010 spielte er die Titelrolle in der Neuverfilmung des Monumentalfilms Ben Hur. Von 2011 bis 2013 war er in der Rolle des Niklaus „Klaus“ Mikaelson in der Fernsehserie The Vampire Diaries zu sehen. Dieselbe Rolle verkörpert er auch von 2013 bis 2018 in dem Spin-off The Originals. Im April 2012 bekam er eine der Hauptrollen neben Sharlto Copley und Erin Richards im 2013 erscheinenden Gonzalo López-Gallego anlaufenden Horrorfilm Open Grave.
Seit dem 5. Juli 2014 ist Morgan mit seiner Schauspielkollegin Persia White verheiratet. Das Paar hatte sich am Set von Vampire Diaries kennengelernt. Er lebt entweder in Atlanta, Georgia oder in Los Angeles, Kalifornien.

## Filmografie (Auswahl)

### Fernsehserien
- 2002: Spooks
- 2004: Hex (5 Folgen)
- 2005: William and Mary (3 Folgen)
- 2006: Die Schönheitslinie (The Line of Beauty, Folge 1x02 To Whom Do You Beautifully Belong)
- 2007: Gerichtsmediziner Dr. Leo Dalton (Silent Witness, 2 Folgen)
- 2007: Doc Martin (5 Folgen)
- 2008–2009: Casualty (8 Folgen)
- 2011–2013, 2014, 2016: Vampire Diaries (The Vampire Diaries)
- 2013–2018: The Originals
- 2020: Schöne neue Welt (Brave New World, Miniserie)
- 2022: Legacies (Fernsehserie Folge 4x20)
- 2022–2023: Titans
- seit 2022: Halo (Fernsehserie)

### Filme
- 2003: Eroica (Fernsehfilm)
- 2003: Henry VIII (Fernsehfilm)
- 2003: Master & Commander – Bis ans Ende der Welt (Master and Commander: The Far Side of the World)
- 2004: Alexander
- 2006: Kenneth Williams: Fantabulosa! (Fernsehfilm)
- 2007: Mansfield Park (Fernsehfilm)
- 2007: Mister Lonely
- 2010: Ben Hur (Fernsehzweiteiler, 2 Folgen)
- 2011: The Grind
- 2011: Angels Crest
- 2011: Krieg der Götter (Immortals)
- 2011: With These Hands (Kurzfilm)
- 2012: Warhouse
- 2013: Revelation (Kurzfilm)
- 2013: 500 Miles North
- 2013: Open Grave
- 2014: Dermaphoria

## Auszeichnungen
- 2014: People’s Choice Award in der Kategorie „Favorite Actor in a New TV Series“